# سلطة تباين الوقت
سلطة تباين الوقت (بالإنجليزية: Time Variance Authority)‏(أو TVA ) هي منظمة خيالية، تتكون من مجموعة من مراقبي الجدول الزمني تظهر في الكتب المصورة الأمريكية التي نشرتها مارفل كومكس ظهرت لأول مرة في ثور المجلد. 1 # 372 (أكتوبر 1986). أنشئت المنظمة بواسطة والت سيمونسون وسال بوسيما، وقد أشادت المنظمة في الأصل بالكاتب / محرر مارفل وخبير الاستمرارية، مارك جروينوالد: كان موظفو المنظمة جميعًا مستنسخين من غرونوالد.

## روابط خارجية
- إدخال ملحق Marvel غير رسمي